# حسام حسن
حسام حسن حسنين أحمد (10 أغسطس 1966 -) هو لاعب كرة القدم مصري مواليد العزبة البحرية التابعة لمنطقة حلوان جنوب العاصمة المصرية القاهرة، ومدير فني حالي، يعد أحد أبرز اللاعبين العرب والأفارقة التاريخيين فهو أكثر اللاعبين تسجيلاً للأهداف مع المنتخب المصري برصيد 83 هدف منها 18 هدف بمباريات ودية وهو بذلك من أصحاب أعلى سجل تهديفي دولي في القارة السمراء، والخامس عشر في تاريخ اللعبة والثاني في أفريقيا هو ثاني أكثر لاعبي منتخب مصر والدول الأفريقية مشاركة في المباريات الدولية برصيد 170 مباراة وذلك بعد حذف عدد غير قليل من مباراياته من الفيفا، يتصدر قائمة تشمل سبعة لاعبين سجلوا أكثر من 100 هدف في الدوري المصري برصيد 176 هدف. هو الأخ التوأم لإبراهيم حسن وتزاملا في العديد من الأندية على مر مسيرتهما الكروية والتدريبية، أختير ضمن قائمة شملت أفضل 1000 لاعب شاركوا في بطولة كأس العالم على مر التاريخ وذلك بعد مشاركته الفعالة في كأس العالم 1990 بإيطاليا، يشغل حالياً منصب المدير الفني لمنتخب مصر لكرة القدم.

## المسيرة الاحترافية
- في عام 1984 بدأ مسيرته الكروية مع الأندية بالأهلي المصري ولعب فيه حتى عام 1990 شارك في 107 مباراة وسجل 41 هدف.
- في موسم 1991/1990 انتقل إلى باوك سالونيكا اليوناني لعب معهم 21 مباراة وسجل 6 أهداف.
- موسم 1992/1991 انتقل إلى نادي نادي نوشاتل زاماكس السويسري لعب معهم 11 مباراة وسجل 7 أهداف، منهم رباعية في مرمي سلتيك الإسكتلندي في كأس الاتحاد الأوروبي «الدوري الأوروبي» حالياً، وهو ضمن أربعة لاعبين فقط على مر التاريخ أحرزوا أربعة أهداف في مباراة واحدة في بطولة لأندية أوروبا.
- بعد تألقه السريع مع باوك تلقى عرضاً من لاتسيو الإيطالي،[6] إلا أنه نظراً لمعاناة ناديه الأهلي في الدوري المحلي طلبه مسؤولو النادي ليعود في عام 1992 وتعود معه البطولات حيث لعب معهم حتى عام 1999 شارك في 194 مباراة وسجل 96 هدف.
- موسم 2000/1999 انتقل إلى نادي العين الإماراتي ولعب معهم 10 مباريات وسجل 3 أهداف.
- عام 2000 وفي تحول كبير لمسيرة حسام رفقة شقيقه انتقلا إلى نادي الزمالك المصري في فترة رئاسة كمال درويش للنادي في صفقة انتقال حر، لعب معهم حتى عام 2004 شارك في 110 مباراة وسجل 57 هدف، وأحرز العديد من البطولات والألقاب.[7]
- عام 2004 انتقل إلى نادي المصري البورسعيدي لعب معهم حتى عام 2006 شارك في 53 مباراة وسجل 18 هدف.
- وفي عام 2006 انتقل للعب مع نادي الترسانة المصري، وبعد ذلك إلى نادي الاتحاد السكندري لكنه قام بفسخ عقده مع النادي الساحلي في أواخر 2007.[8]

### إحصائيات الأندية
آخر تحديث 29 مارس 2012.
| الموسم               | النادي   | الدوري           | الدوري    | الدوري  | الكأس     | الكأس   | قارية1    | قارية1  | أخرى2     | أخرى2   | المجموع   | المجموع |
| الموسم               | النادي   | الدوري           | المشاركات | الأهداف | المشاركات | الأهداف | المشاركات | الأهداف | المشاركات | الأهداف | المشاركات | الأهداف |
| -------------------- | -------- | ---------------- | --------- | ------- | --------- | ------- | --------- | ------- | --------- | ------- | --------- | ------- |
| 1984–85              | الأهلي   | الدوري المصري    | 2         | 0       | 3         | 0       | -         | -       | -         | -       | 5         | 0       |
| 1985–86              | الأهلي   | الدوري المصري    | 17        | 6       | 0         | 0       | 7         | 3       | -         | -       | 24        | 9       |
| 1986–87              | الأهلي   | الدوري المصري    | 18        | 4       | 0         | 0       | 8         | 1       | -         | -       | 26        | 5       |
| 1987–88              | الأهلي   | الدوري المصري    | 18        | 9       | 0         | 0       | 2         | 2       | -         | -       | 20        | 11      |
| 1988–89              | الأهلي   | الدوري المصري    | 18        | 10      | 5         | 2       | 0         | 0       | -         | -       | 23        | 12      |
| 1989–90              | الأهلي   | الدوري المصري    | 5         | 2       | 0         | 0       | 0         | 0       | -         | -       | 5         | 2       |
| 1990–91              | الأهلي   | الدوري المصري    | 0         | 0       | 0         | 0       | 1         | 2       | -         | -       | 1         | 2       |
| المجموع              | المجموع  | المجموع          | 78        | 31      | 8         | 2       | 18        | 8       | –         | –       | 107       | 41      |
| 1990–91              | باوك     | الدوري اليوناني  | 19        | 5       | 2         | 1       | -         | -       | -         | -       | 21        | 6       |
| المجموع              | المجموع  | المجموع          | 19        | 5       | 2         | 1       | -         | -       | -         | -       | 21        | 6       |
| 1991–92 [الإنجليزية] | نوشاتل   | الدوري السويسري  | 8         | 3       | 0         | 0       | 3         | 4       | -         | -       | 11        | 7       |
| المجموع              | المجموع  | المجموع          | 8         | 3       | 0         | 0       | 3         | 4       | -         | -       | 11        | 7       |
| 1992–93              | الأهلي   | الدوري المصري    | 25        | 15      | 2         | 0       | 10        | 2       | -         | -       | 37        | 17      |
| 1993–94              | الأهلي   | الدوري المصري    | 10        | 4       | 0         | 0       | 1         | 0       | -         | -       | 11        | 4       |
| 1994–95              | الأهلي   | الدوري المصري    | 18        | 7       | 0         | 0       | 0         | 0       | 4         | 1       | 22        | 8       |
| 1995–96              | الأهلي   | الدوري المصري    | 18        | 11      | 6         | 5       | 0         | 0       | 1         | 1       | 25        | 17      |
| 1996–97              | الأهلي   | الدوري المصري    | 26        | 14      | 1         | 0       | 0         | 0       | 4         | 1       | 31        | 15      |
| 1997–98              | الأهلي   | الدوري المصري    | 26        | 9       | 0         | 0       | 0         | 0       | -         | -       | 26        | 9       |
| 1998–99              | الأهلي   | الدوري المصري    | 24        | 15      | 1         | 0       | 1         | 1       | 4         | 0       | 30        | 16      |
| 1999–00              | الأهلي   | الدوري المصري    | 6         | 3       | 0         | 0       | 6         | 6       | 0         | 0       | 12        | 9       |
| المجموع              | المجموع  | المجموع          | 153       | 78      | 10        | 5       | 18        | 9       | 13        | 3       | 194       | 96      |
| 1999–00 ‏             | العين    | الدوري الإماراتي | 10        | 3       | 0         | 0       | -         | -       | -         | -       | 10        | 3       |
| المجموع              | المجموع  | المجموع          | 10        | 3       | 0         | 0       | -         | -       | -         | -       | 10        | 3       |
| 2000–01              | الزمالك  | الدوري المصري    | 16        | 7       | 1         | 0       | 7         | 3       | 3         | 3       | 27        | 13      |
| 2001–02              | الزمالك  | الدوري المصري    | 21        | 18      | 3         | 1       | 13        | 6       | 1         | 0       | 38        | 25      |
| 2002–03              | الزمالك  | الدوري المصري    | 15        | 9       | 3         | 1       | 2         | 1       | 6         | 1       | 26        | 12      |
| 2003–04              | الزمالك  | الدوري المصري    | 9         | 4       | 0         | 0       | 1         | 0       | 6         | 0       | 16        | 4       |
| المجموع              | المجموع  | المجموع          | 61        | 38      | 7         | 2       | 23        | 10      | 19        | 7       | 110       | 57      |
| 2004–05              | المصري   | الدوري المصري    | 25        | 10      | 6         | 3       |           | -       | -         | -       | 31        | 13      |
| 2005–06              | المصري   | الدوري المصري    | 22        | 5       | 0         | 0       | -         | -       | -         | -       | 22        | 5       |
| المجموع              | المجموع  | المجموع          | 47        | 15      | 6         | 3       | –         | –       | –         | –       | 53        | 18      |
| 2006–07              | الترسانة | الدوري المصري    | 20        | 6       | 1         | 0       |           | -       | -         | -       | 21        | 6       |
| المجموع              | المجموع  | المجموع          | 20        | 6       | 1         | 0       | –         | –       | –         | –       | 32        | 14      |
| 2007–08              | الاتحاد  | الدوري المصري    | 5         | 0       | 0         | 0       |           | -       | -         | -       | 5         | 0       |
| المجموع              | المجموع  | المجموع          | 5         | 0       | 0         | 0       | –         | –       | –         | –       | 5         | 0       |
| الإجمالي             | الإجمالي | الإجمالي         | 401       | 179     | 34        | 13      | 62        | 31      | 32        | 10      | 531       | 234     |

## المنتخب المصري
بدأ اللعب مع المنتخب المصري عام 1985 وكانت أولى مبارياته الدولية أمام النرويج واستمر حتى عام 2006، شارك في 170 مباراة دولية وسجل 83 هدف أهمها هدف تأهل المنتخب المصري لكأس العالم 1990 في مرمى منتخب الجزائر.
كان له الدور البارز في فوز منتخب مصر بكأس الأمم الأفريقية لعام 1998 ببوركينا فاسو بعد أن توقع الجميع اعتزاله نظراً لإصابتة بغضروف في الرقبة عام 1997وقد قام بعلاجه الدكتور السكندري المشهور دكتور احمد يحيي. لكنه نال ثقة محمود الجوهري الذي تعرض لانتقادات لاذعة لتفضيله حسام عن غيره من المهاجمين، لكنه لم يخذل الجوهري فحصد هداف البطولة، وفاز بها مع المنتخب المصري.
وفي يناير (كانون الثاني) عام 2001 وقبل انطلاق المباراة الودية لمنتخب مصر مع المنتخب الزامبي نزل جوزيف بلاتر رئيس الاتحاد الدولي لكرة القدم برفقة عيسى حياتو وميشيل بلاتيني إلى أرضية ملعب ستاد القاهرة الدولي وقلد حسام بشارة عميد لاعبي العالم بعد أن بلغ عدد مشاركاته الدولية (151) مباراة متخطياً الألماني لوثر ماتيوس وسط حفاوة كبيرة من زملاءه في المنتخب المصري وحتى من لاعبي المنتخب الزامبي.
كان آخر أهدافه مع منتخب مصر في مرمى الكونغو الديمقراطية في بطولة كأس الأمم الأفريقية 2006 بمصر وكان قد تخطي عامه الـ39 بـ5 أشهر وهو أكبر لاعب يسجل في تاريخ البطولة الإفريقية، كما أنه اللاعب الوحيد الذي شارك في بطولتين لمنتخبات أفريقيا الفارق الزمني بينهما 20 عاماً، كما يمتلك حسام إنجازاً عربياً بإحرازه لقب كأس العرب لعام 1992 بسوريا بهدفه التاريخي في مرمي السعودية في نهائي المونديال العربي.
| آخر الأهداف الدولية | آخر الأهداف الدولية | آخر الأهداف الدولية | آخر الأهداف الدولية         | آخر الأهداف الدولية | آخر الأهداف الدولية | آخر الأهداف الدولية | آخر الأهداف الدولية                 | آخر الأهداف الدولية |
| #                   | التاريخ             | المكان              | الِخصم                       | الهـدف              | وقت الهدف           | النتيجة النهائية    | المسابقة                            | الملعب              |
| 2006                | 2006                | 2006                | 2006                        | 2006                | 2006                | 2006                | 2006                                | 2006                |
| ------------------- | ------------------- | ------------------- | --------------------------- | ------------------- | ------------------- | ------------------- | ----------------------------------- | ------------------- |
| 83.                 | 3 فبراير 2006       | القاهرة، مصر        | جمهورية الكونغو الديمقراطية | 2–0                 | دقيقة 41            | 4–1                 | كأس الأمم الأفريقية لكرة القدم 2006 | ستاد القاهرة الدولي |

## مسيرته التدريبية

### النادي المصري
فور اعتزاله اللعب اتجه حسام إلى مجال التدريب حيث قاد نادي المصري البورسعيدي في النصف الثاني من الدوري المصري موسم 2008/2007 وتمكن المصري بقيادة حسام بالبقاء في الدوري في ثماني مباريات بعد أن كان قد اقترب من الهبوط إلى الدرجة الثانية.
وفي عام 2008 تمت إقالة حسام من تدريب المصري بعد تعدي إبراهيم حسن توأم حسام، ومدير الكرة بالنادي على الحكم الرابع في مباراة شبيبة بجاية الجزائري بالجزائر.

### المصرية للإتصالات
مع بداية عام 2009 شغل منصب المدير الفني لفريق المصرية للإتصالات بعد تأزم موقف الفريق في جدول الدوري، ظل ينافس على البقاء حتى الأسبوع الأخير إلا أن الفريق هبط في النهاية، فاستمر معهم في منافسات دوري الدرجة الثانية حتى قدم استقالته.

### نادي الزمالك
في 30 نوفمبر 2009 عُين مديراً فنياً لنادي الزمالك بعد تدهور نتائج الفريق في ظل قيادة الفرنسي هنري ميشيل، وقد حقق العميد مع القلعة البيضاء إنجازاً كبيراً حيث ارتفع ترتيب الزمالك في الدوري الممتاز من المركز الرابع عشر في آخر أسابيع الدور الأول إلى المركز الثاني في نهاية الدوري، وفي موسم 2011/2010 أنهي العميد مع الزمالك الدور الأول على قمة الترتيب بفارق 6 نقاط عن أقرب منافسيه.

### نادي الإسماعيلي
وقع مع نادي الإسماعيلي في 8 أغسطس 2011، خاض مع الفريق مبارتان في كأس مصر، فاز في الأولى وخسر الثانية أمام المقاولون العرب، ولخلافات مع الإدارة أُقيل حسام من تدريب الفريق في 28 سبتمبر 2011.

### النادي المصري
عاد حسام لتدريب فريق المصري، وخاض معه 3 مباريات، أولها أمام إنبي وفاز بنتيجة 1-0، والثانية أمام الإسماعيلي وانتهت بالتعادل السلبي، والأخيرة أمام الأهلي في المباراة التي انتهت بفوز المصري بنتيجة 3-1 وأعقبها أحداث ستاد بورسعيد الشهيرة التي أدت إلى مقتل (74) مشجع، ليستقيل بعدها من تدريب الفريق برفقة شقيقه التؤام إبراهيم.

### مصر للمقاصة
بعد استئناف الدورى المصري بعد فاجعة ستاد بورسعيد الأليمة وفي فبراير 2013 أنهى نادي مصر للمقاصة برئاسة محمد عبد السلام اتفاقه مع التوأم حسام وإبراهيم حسن على قيادة الجهاز الفني للفريق حتى نهاية الموسم بعد أن استمرت المفاوضات على نحو أسبوع.

### منتخب النشامى بطل كأس العالم 2026
في 25 يونيو 2013 عُين مديراً فنياً لمنتخب الأردن وساهم في تأهله إلى الملحق النهائي المؤهل إلى كأس العالم 2014 بعد الفوز على أوزبكستان إلا أن المنتخب الأردني واجه المنتخب الأوروغوياني وخسر المباراة الأولى على ملعبه بخماسية نظيفة، وفي مباراة العودة نجح في التعادل على ملعب الأوروغواي.
قاد حسام الأردن للصعود لكأس آسيا لعام 2015 للمرة الثالثة في تاريخها بدون أي هزيمة في التصفيات، وتحسن ترتيب الأردن بين المنتخبات على مستوى العالم.

### نادي الزمالك
في 30 يوليو 2014 قرر المستشار مرتضى منصور رئيس نادي الزمالك تعيين حسام حسن مديراً فنياً للفريق خلفاً للمدرب أحمد حسام ميدو، إلا أنه وبسبب محاولات رئيس النادي التدخل في مهام المدير الفني واختصاصاته بالإضافة لسوء نتائج الفريق حيث حقق الزمالك فوزاً واحداً في ست مباريات رسمية تحت قيادته بجميع المسابقات فلم يستمر حسام مع الفريق إلا لفترة قصيرة.

### النادي المصري
وفي 25 يوليو 2015 وبعد أن عُين مديراً فنياً للاتحاد السكندري قاده للتأهل لدور الثمانية في كأس مصر على حساب وادي دجلة إلا أنه قرر الاستقالة من تدريب الفريق بسبب الخلافات والاضطرابات بالنادي وعدم دفع رواتب اللاعبين والإدارة الفنية، ليعود لتدريب المصري لشعبيته الكبيرة بالمدينة الباسلة.

### نادي بيراميدز
في 29 أكتوبر 2018 أعلن نادي بيراميدز تعيين حسام مديراً فنياً للفريق خلفاً للأرجنتيني ريكاردو لافولبي، بعد ساعات من إبلاغ التوئم إدارة المصري استقالتهما بسبب الخسارة أمام فيتا كلوب الكونغولي برباعية في قبل نهائى الكونفيدرالية وما عقبها من أحداث شغب من الجماهير نتج عنها إصابة حسام بالرأس ونقله للمستشفى.

### المنتخب المصري
في 6 فبراير 2024 صرح اتحاد الكرة المصري تعيين حسام حسن في منصب المدير الفني للمنتخب الأول خلفاً لـفيتوريا، وقال اتحاد الكرة في بيان مقتضب إن حسام سيقود المنتخب في حين سيتولى توأمه إبراهيم حسن منصب مدير الكرة.

### إحصائياته التدريبية
آخر تحديث 25 يونيو 2017.
| الفريق            | البلد   | من          | إلى         | الأرقام | الأرقام | الأرقام | الأرقام | الأرقام         |
| الفريق            | البلد   | من          | إلى         | لعب     | فوز     | تعادل   | هزيمة   | نسبة الانتصار % |
| ----------------- | ------- | ----------- | ----------- | ------- | ------- | ------- | ------- | --------------- |
| المصري            | مصر     | فبراير 2008 | ديسمبر 2008 | 27      | 9       | 11      | 7       | 033٫33          |
| المصرية للإتصالات | مصر     | مارس 2009   | أكتوبر 2009 | 9       | 3       | 3       | 3       | 033٫33          |
| الزمالك           | مصر     | نوفمبر 2009 | يوليو 2011  | 57      | 33      | 16      | 8       | 057٫89          |
| الإسماعيلي        | مصر     | أغسطس 2011  | سبتمبر 2011 | 2       | 1       | 0       | 1       | 050٫00          |
| المصري            | مصر     | يناير 2012  | فبراير 2012 | 3       | 2       | 1       | 0       | 066٫67          |
| مصر للمقاصة       | مصر     | فبراير 2013 | مايو 2013   | 10      | 1       | 4       | 5       | 010٫00          |
| منتخب الأردن      | الأردن  | يونيو 2013  | يوليو 2014  | 20      | 9       | 8       | 3       | 045٫00          |
| الزمالك           | مصر     | يوليو 2014  | أكتوبر 2014 | 6       | 1       | 2       | 3       | 016٫67          |
| الاتحاد السكندري  | مصر     | أكتوبر 2014 | يوليو 2015  | 35      | 12      | 13      | 10      | 034٫29          |
| المصري            | مصر     | يوليو 2015  | إلى الآن    | 84      | 42      | 22      | 20      | 050٫00          |
| المجموع           | المجموع | المجموع     | المجموع     | 253     | 113     | 80      | 60      | 044٫66          |

## البطولات والألقاب
| كأس أمم أفريقيا: 1986، 1998، 2006 | 3 |
| كأس العرب: 1992                   | 1 |
| دورة الألعاب الأفريقية: 1991      | 1 |

| الدوري المصري لكرة القدم: الأهلي (11), الزمالك (3) | 14 |
| كأس مصر: الأهلي (4), الزمالك (1)                   | 5  |
| كأس السوبر المصري: الزمالك (2)                     | 2  |
| كأس أفريقيا لأبطال الكؤوس: الأهلي (4)              | 4  |
| دوري أبطال أفريقيا: الأهلي (1), الزمالك (1)        | 2  |
| كأس العرب للأندية الأبطال: الأهلي (1)              | 1  |
| كأس السوبر العربي: الأهلي (2)                      | 2  |
| الكأس الأفروآسيوية للأندية: الأهلي (1)             | 1  |
| كأس السوبر الأفريقي: الزمالك (1)                   | 1  |
| دوري أبطال العرب: الأهلي (2)                       | 2  |
| الدوري الإماراتي: العين (1)                        | 1  |
| كأس السوبر المصري السعودي: الزمالك (1)             | 1  |

| مجموع البطولات | 41 |
| -------------- | -- |

## الألقاب الشخصية
- عميد لاعبي العالم (2001).
- أفضل لاعب في القارة الأفريقية في آخر 50 عاماً (من الاتحاد الأفريقي لكرة القدم).[16]
- هداف بطولة كأس الأمم الأفريقية 1998 برصيد 7 أهداف بالاشتراك مع المهاجم الجنوب إفريقي بينيدكت ماكارثي.
- هداف الدوري العام المصري لموسمين مع الأهلي والزمالك.
- هداف بطولة دوري أبطال إفريقيا 2003 مع الزمالك.
- جائزة أحسن لاعب في مصر أكثر من مرة مع الأهلي والزمالك.
- جائزة أفضل مدرب عربي عام 2010 من جريدة الهداف الليبية.[17]
- جائزة الملكية الأفريقية من الزعيم الجنوب أفريقي نيلسون مانديلا.
- الهداف التاريخي للنادي الأهلي المصري.[18]
- الهداف التاريخي لمنتخب مصر وصاحب الرقم القياسى من الأهداف الدولية في القارة السمراء برصيد 83 هدف.
- يحتل المركز الثالث في قائمة أفضل هداف دولي بعد الإيراني علي دائي والمجري فيرينك بوشكاش.
- اختارته شبكة «يوروسبورت» باللغة الفرنسية ليكون اللاعب المصري الوحيد في قائمة أفضل 20 لاعبًا في تاريخ الكرة الأفريقية.[19]

## حياته الخاصة
متزوج ولديه ثلاثة أبناء هم: “يارا – عمر – زينة”.

## حياته الشخصية
حسام حسن تزوج مرتين، الأولى من “هويدا الغرباوي” ولديه منها ثلاث أبناء هم (يارا – عمر – زينة). ودام الزواج بينهما 20 عاماً، قبل أن يقع الطلاق في العام 2018. وكان حسام حسن متزوج من الثانية “دانا آدم” منذ عام 2015، ولديه منها طفلين “آن – آمر”، ومازال متزوج منها حتي الآن

## وصلات خارجية
- حسام حسن على موقع الاتحاد الدولي (مؤرشف)  (الإنجليزية)
- حسام حسن على موقع الاتحاد الأوربي (الإنجليزية)
- حسام حسن على موقع قاعدة بيانات كرة القدم.إي يو (الإنجليزية)
- حسام حسن على موقع ناشيونال فوتبول تيمز (الإنجليزية)
- حسام حسن على موقع Soccerway.com (الإنجليزية)
- حسام حسن على موقع عالم كرة القدم.نت (الإنجليزية)
- الموقع الجماهيرى لحسام حسن
- الموقع الرسمي لحسـام حسن